# Fulmar austral

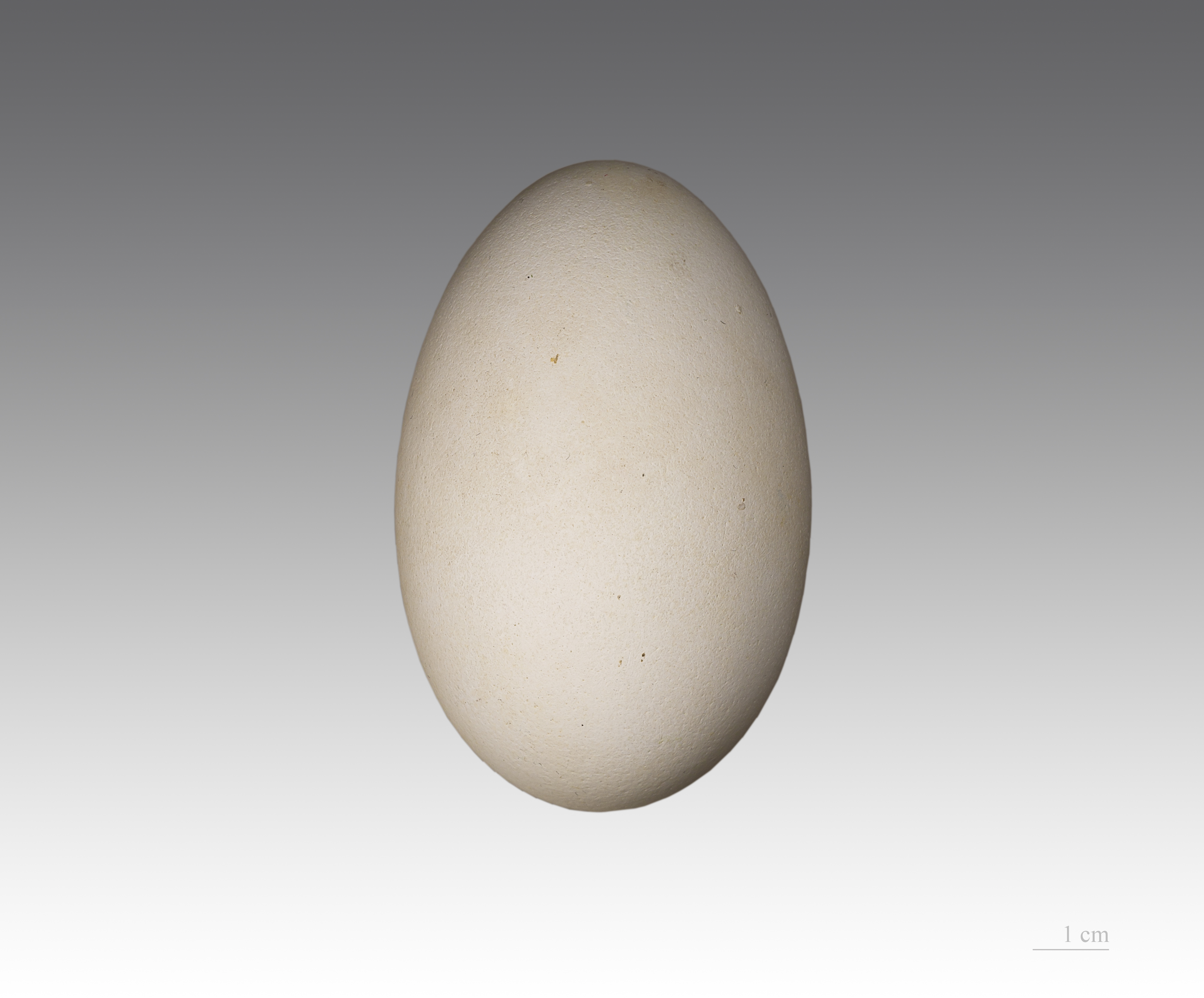
Fulmarus glacialoides

El fulmar austral (Fulmarus glacialoides) és una espècie d'ocell de la família dels procel·làrids (Procellariidae) que cria colonialment a illes dels mars Antàrtics, duent la resta de l'any una vida pelàgica per aquells oceans.
Se'l pot trobar també en terra ferma, en l'Ecoregió del Desert Antàrtic de Maudlàndia.